# Charbonnage de Frameries

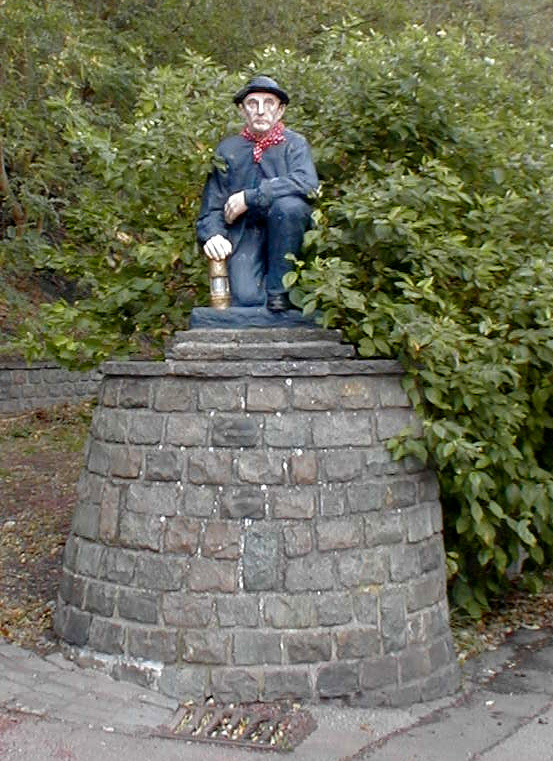
Statue du mineur au pied du terril de Frameries.

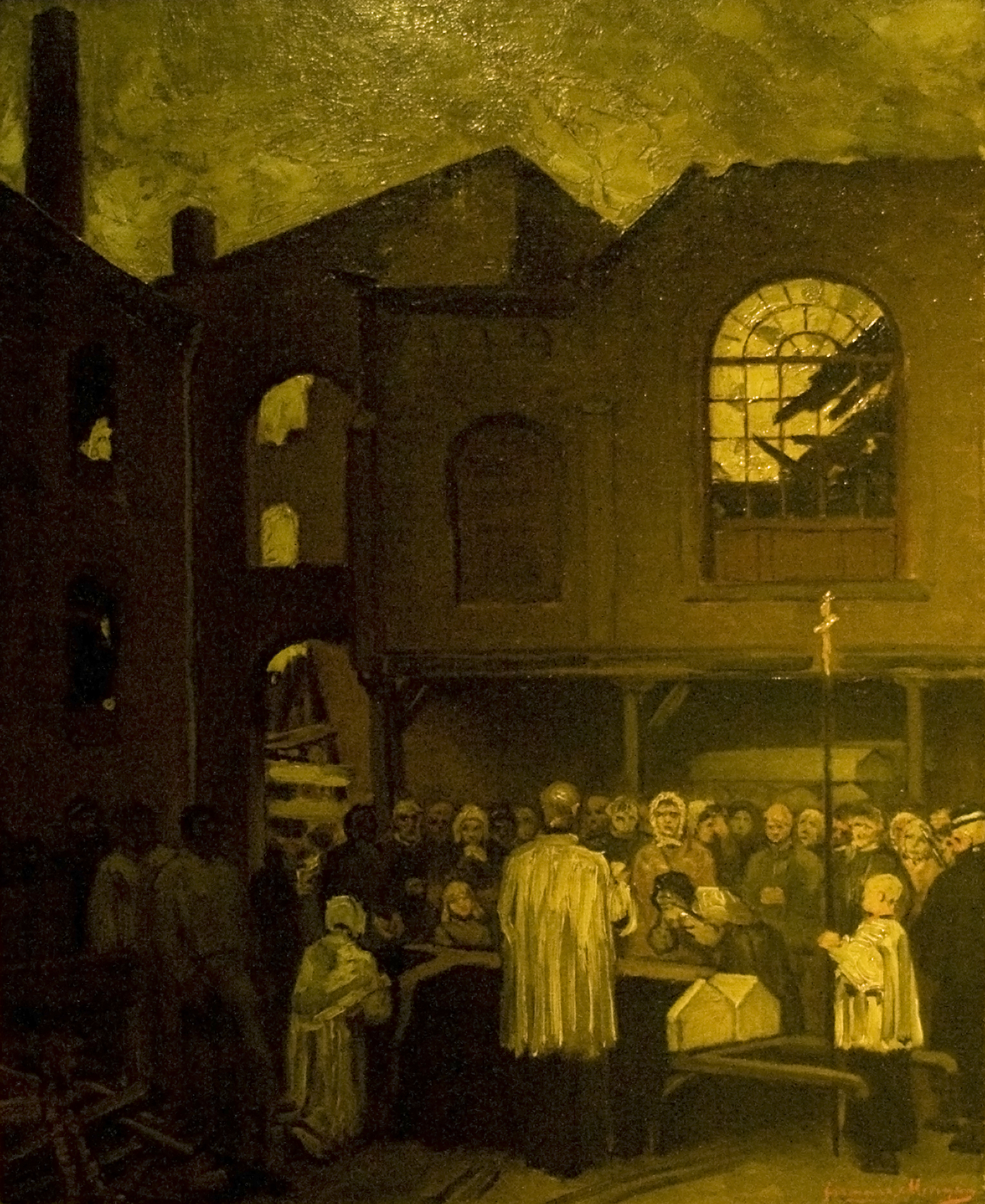
L'Enterrement au charbonnage à Frameries,Constantin Meunier, Musée Meunier.

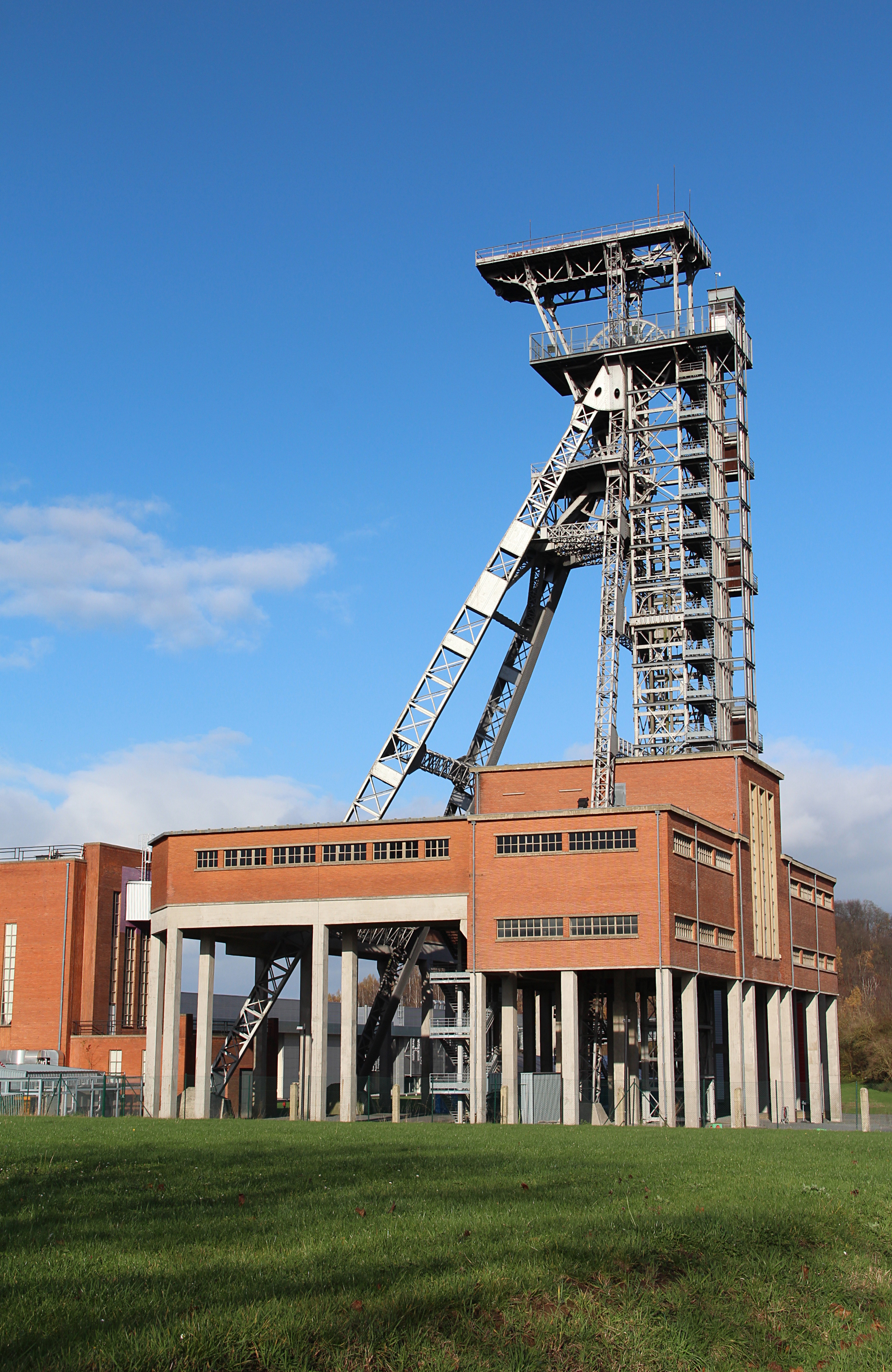
L’ancien charbonnage de Crachet Picquery.

Le Charbonnage de Frameries est un charbonnage situé à Frameries, une commune francophone de Belgique située en Région wallonne dans la province de Hainaut.
En 1920, cette société dont le directeur-gérant est Georges Cotton compte 11 puits en activité :
- Le Sac à Hornu,
- Saint-Antoine à Wasmes,
- Bonne-Espérance à Wasmes,
- Grisoeuil à Pâturages,
- Crachet-Picquery à Frameries,
- Grand-Trait à Frameries,
- Cour de l’Agrappe à Frameries,
- Crachet-Sainte-Placide à Frameries,
- Noirchain à Noirchain,
- Sainte-Caroline à La Bouverie,
- Couteaux Sainte-Mathilde à La Bouverie.

## Charbonnage de Crachet Picquery
Patrimoine classé (1989, Le dispositif d'extraction et d'évacuation du puits n°11 sur le site charbonnier du Crachet, à Frameries. Ce dispositif comprend: le châssis à molettes, la galerie périphérique aérienne couverte et le bâtiment de la machine d’extraction (M) ainsi que les abords du châssis à molettes du puits n°11 sur le site charbonnier du Crachet (S), no 53028-CLT-0006-01)
Actuellement utilisé par le parc scientifique SparkOH! (anciennement Le PASS : Parc d'Aventures scientifiques et de Société). 
Tout en créant de nouveaux espaces, le célèbre architecte français Jean Nouvel a rénové les anciens bâtiments témoignant du riche passé industriel du Borinage. Le Pass propose par sa présentation ludique une introduction au développement de la science et de la technologie.

Châssis à molette de Crachet Picquery
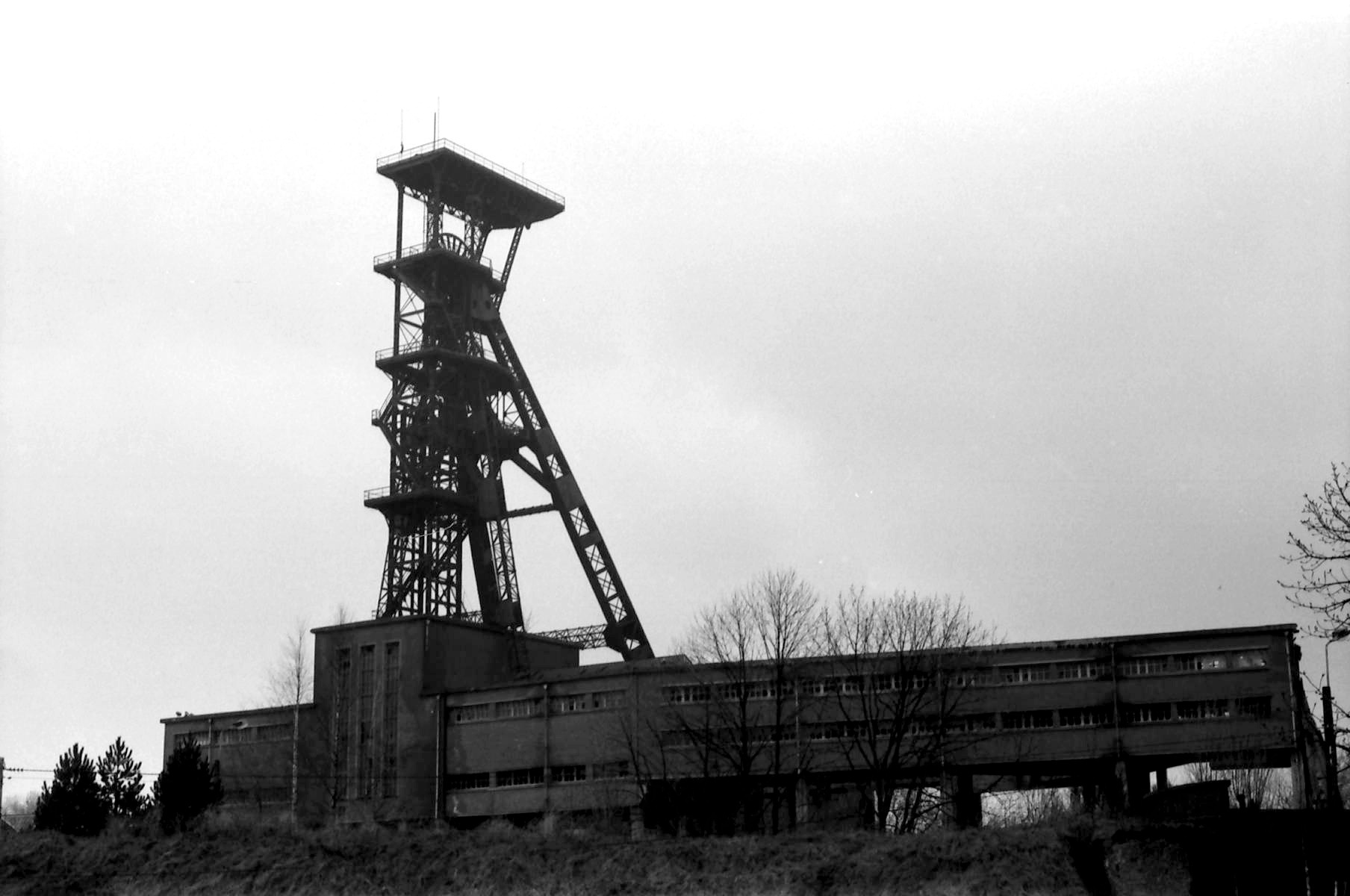
Avant rénovation.
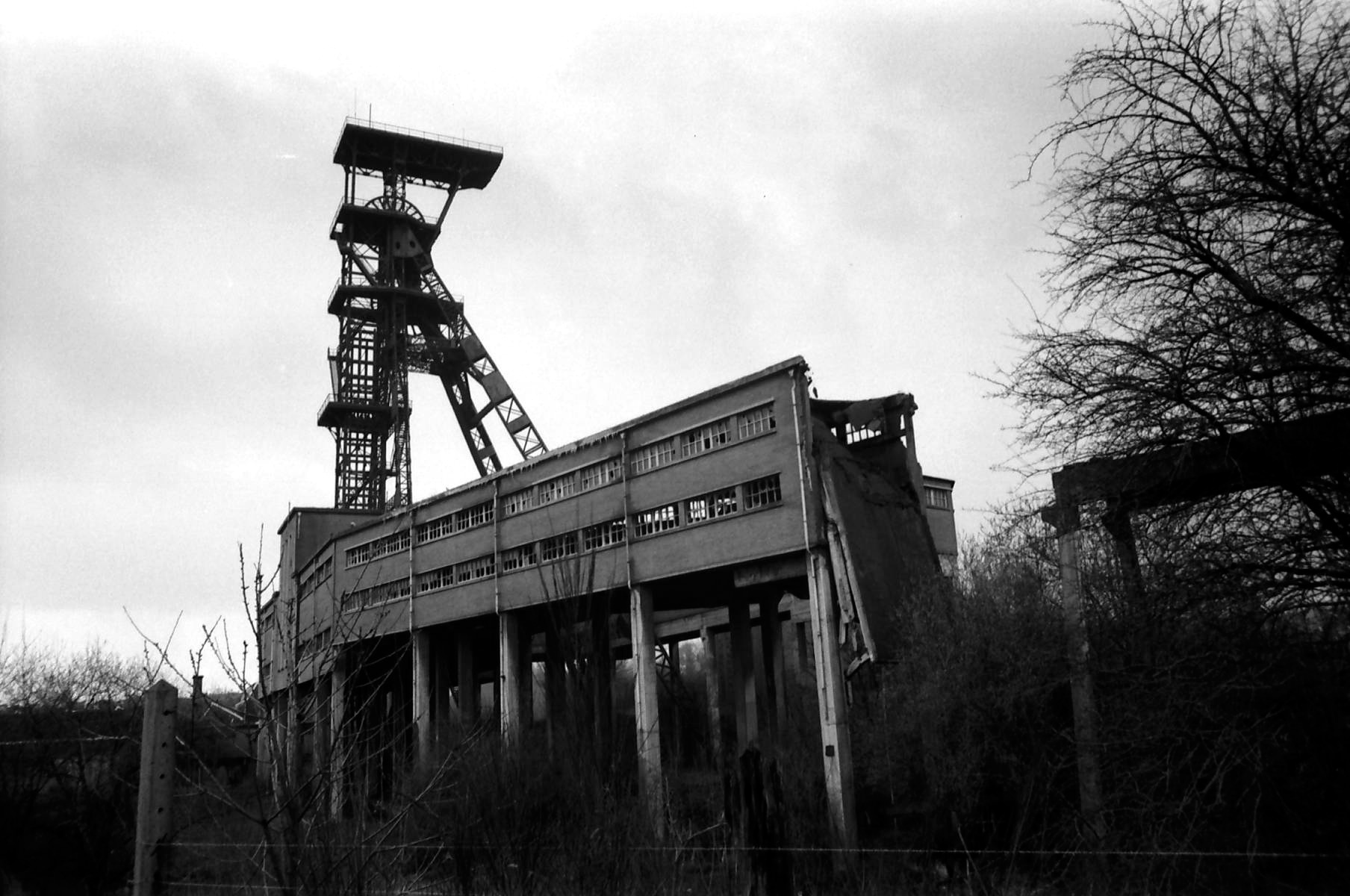
Avant rénovation.
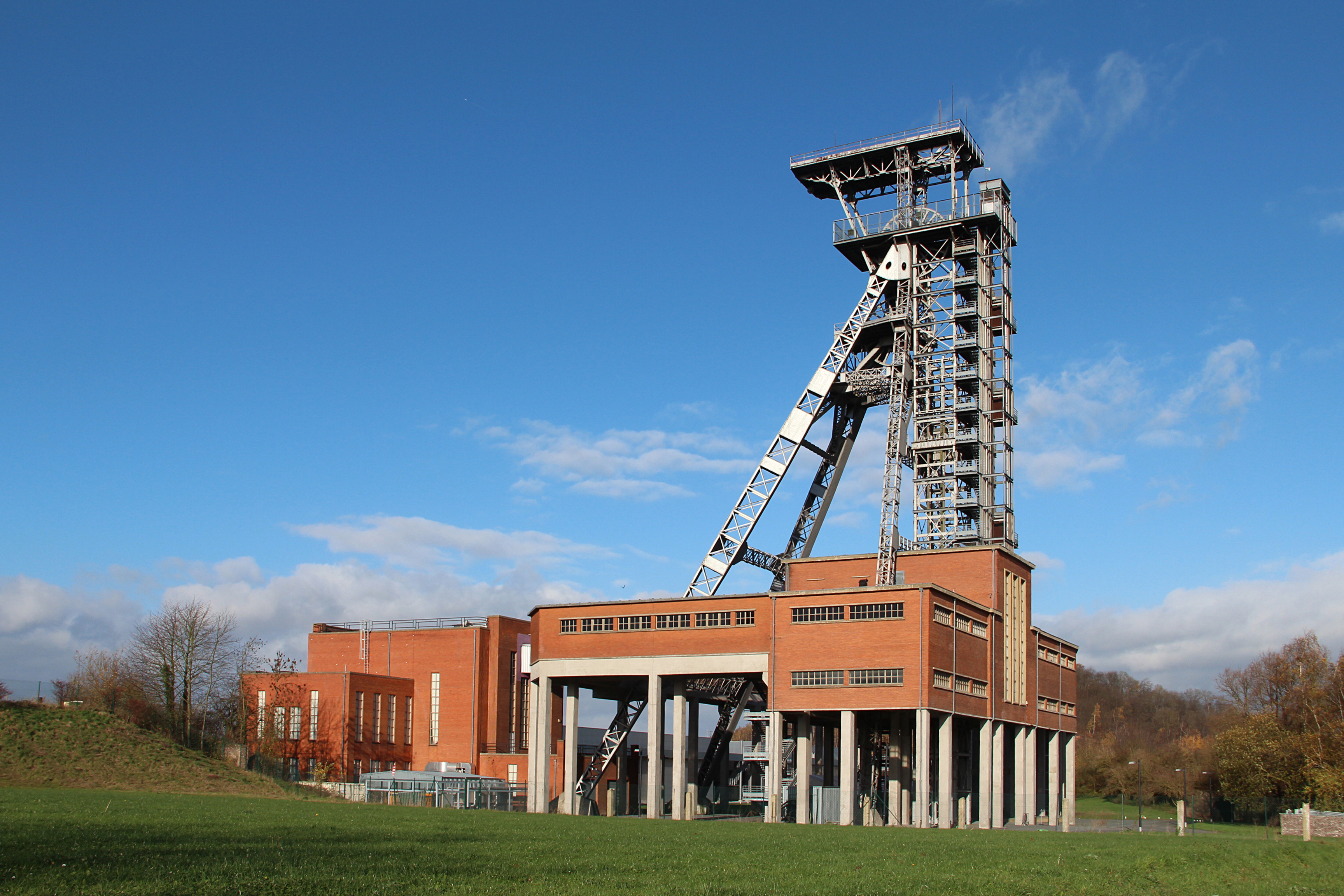
Après rénovation.
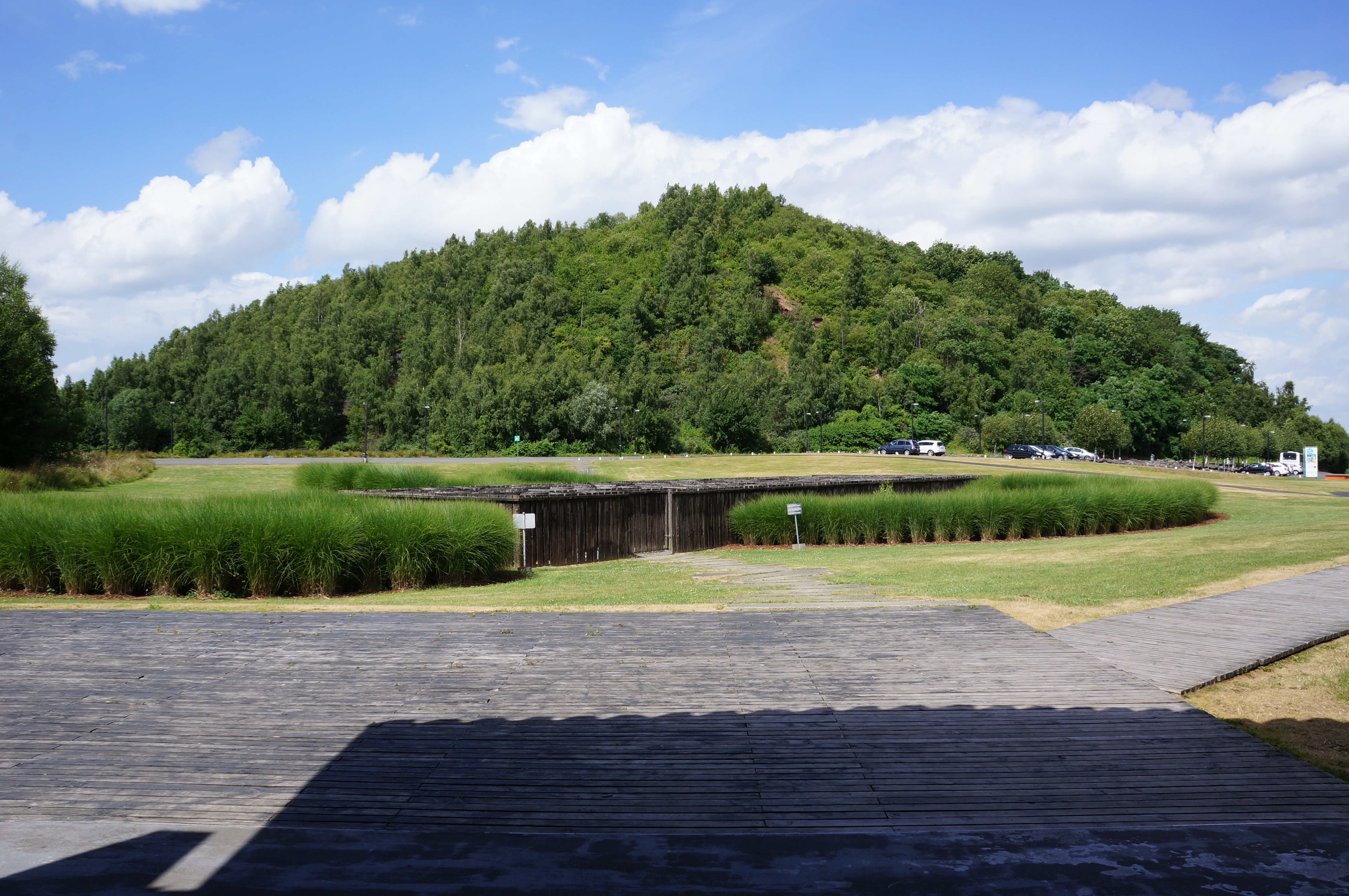
Le terril.

## Charbonnage du Grand Trait

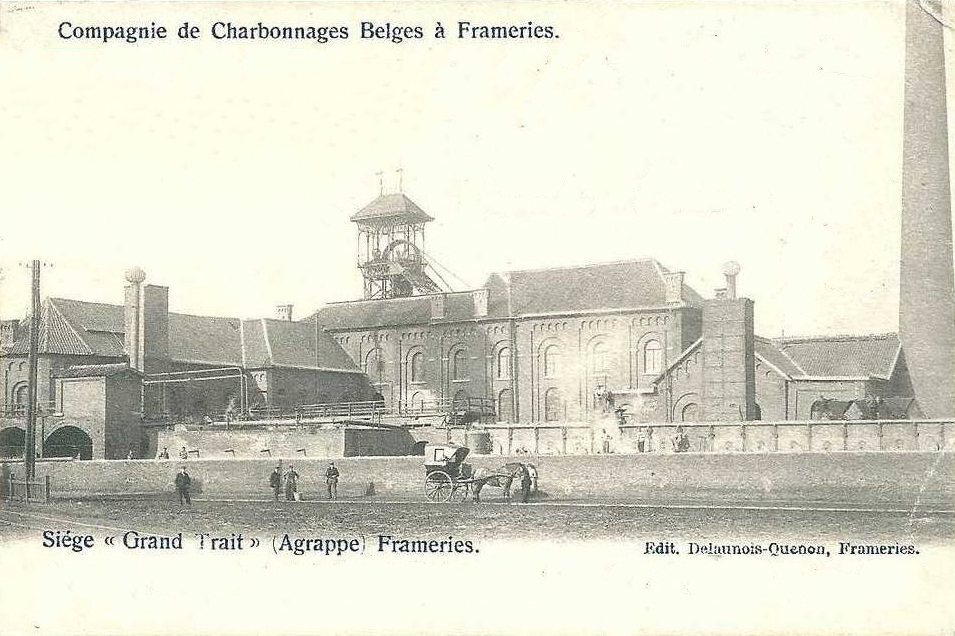
Charbonnage Grand Trait, Frameries, 1920.

Charbonnage du Grand Trait qui était aussi le siège de  "La Centrale de sauvetage de Frameries" (la centrale fut créée en 1905) dont les sauveteurs ont participé à de nombreux sauvetages dans le Borinage et dans la terrible catastrophe du Bois du Cazier à Marcinelle en 1956 qui fit 262 victimes, en majorité italiennes.
À l'emplacement du Grand Trait se trouvent les installations de Doosan matériel de génie civil (qui a repris Daewoo installé là depuis 1992), rue Achille Degrâce ainsi que la société Deberghes & Fils qui vend du charbon.

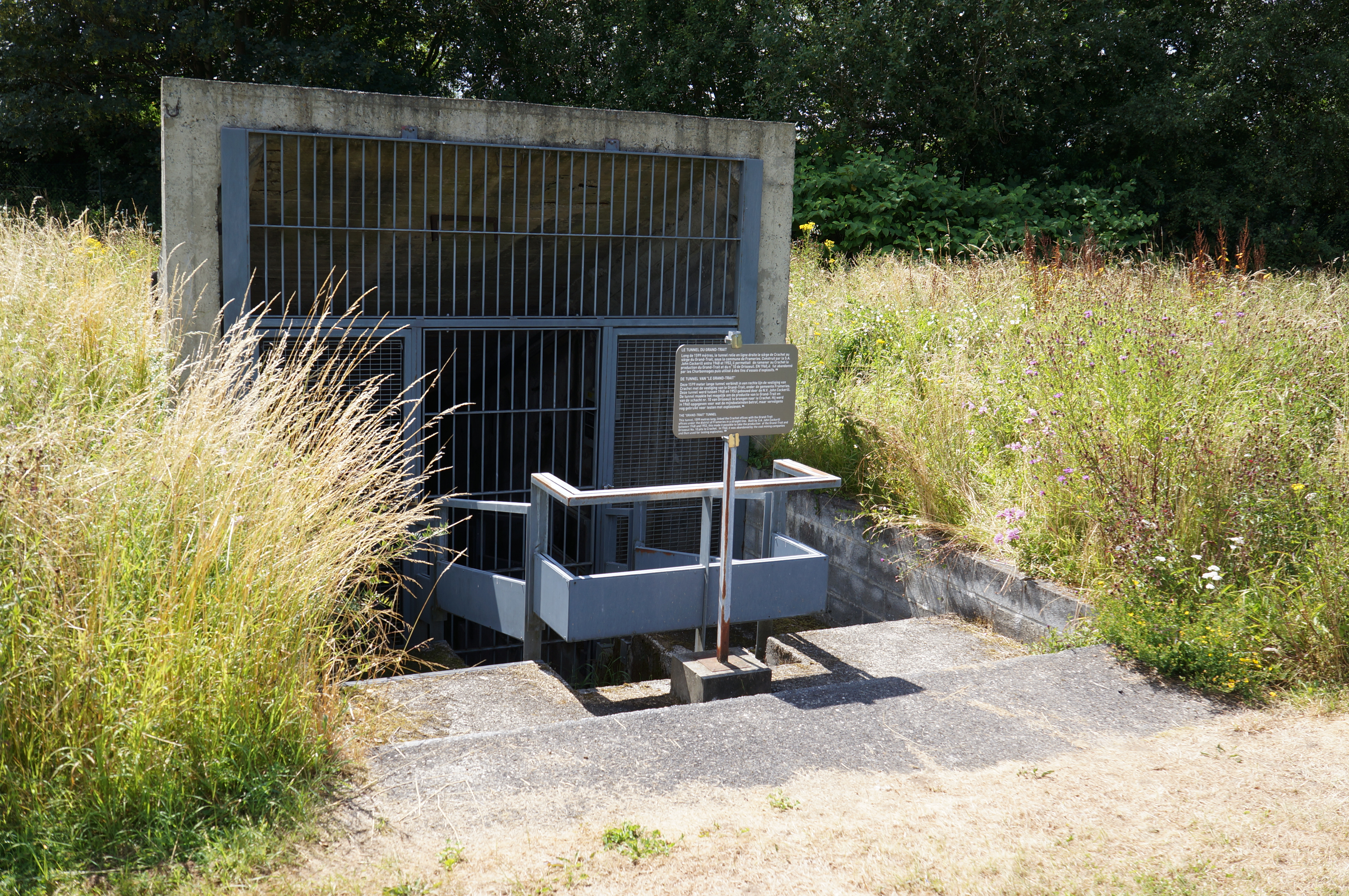
Tunnel de Grand-Trait.
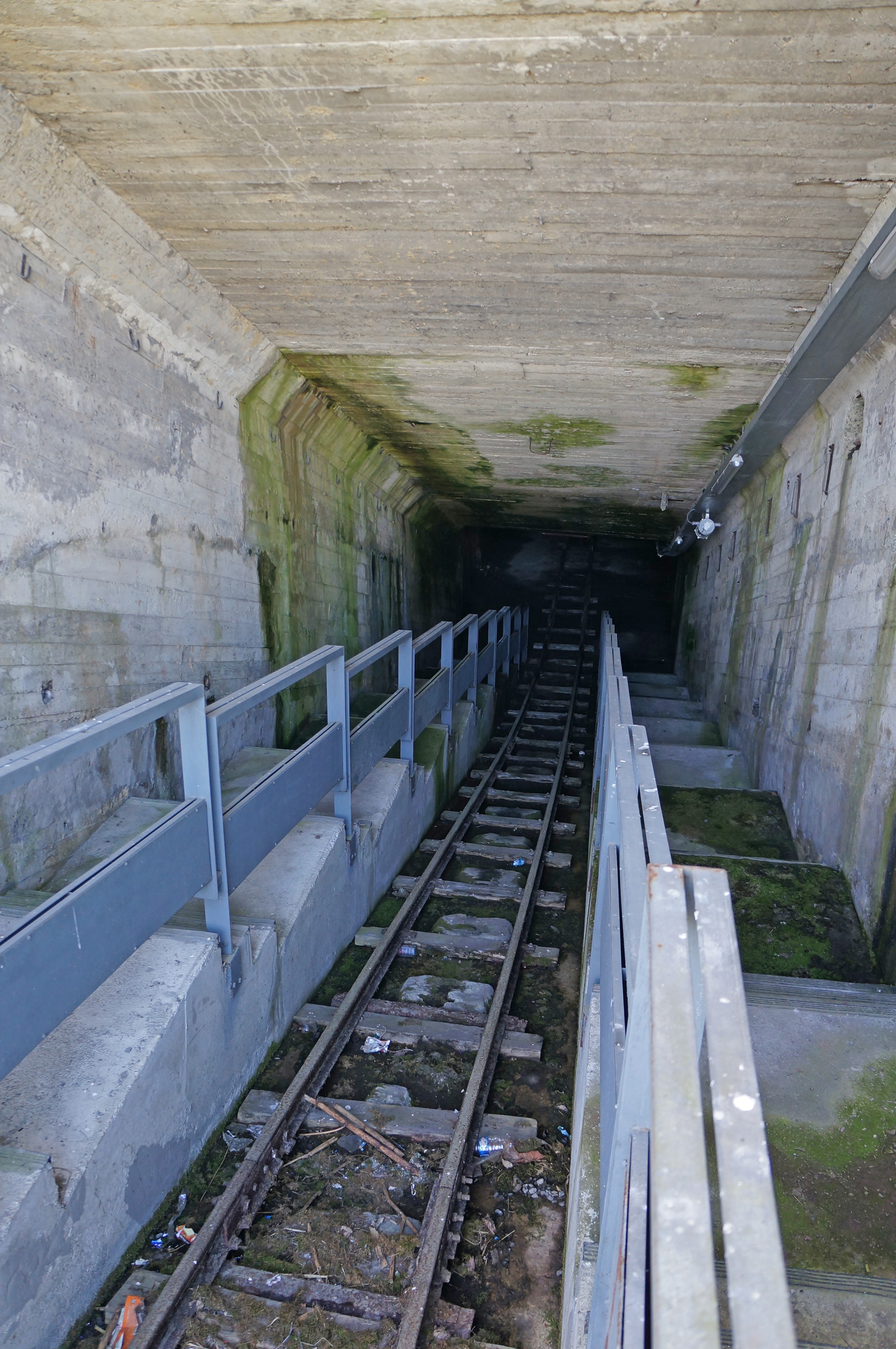
L'intérieur du tunnel.

## Charbonnage l’Agrappe

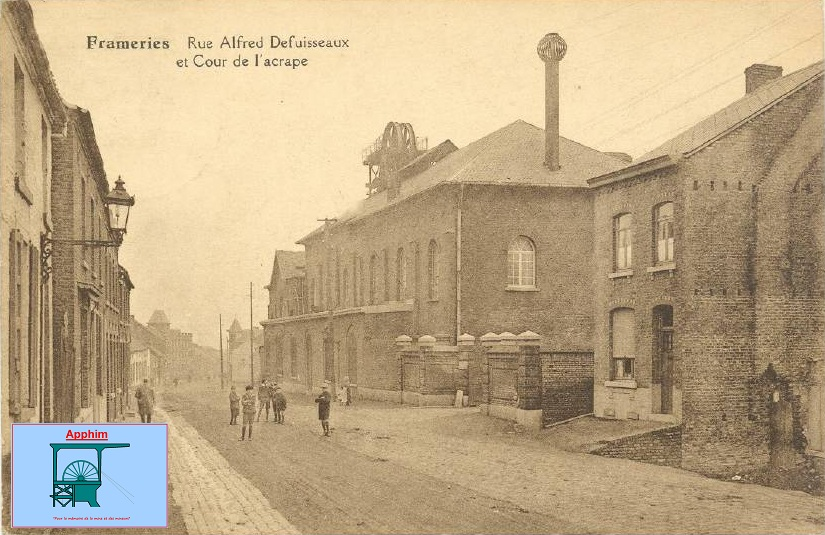
Le Charbonnage de l'Agrappe en 1925.

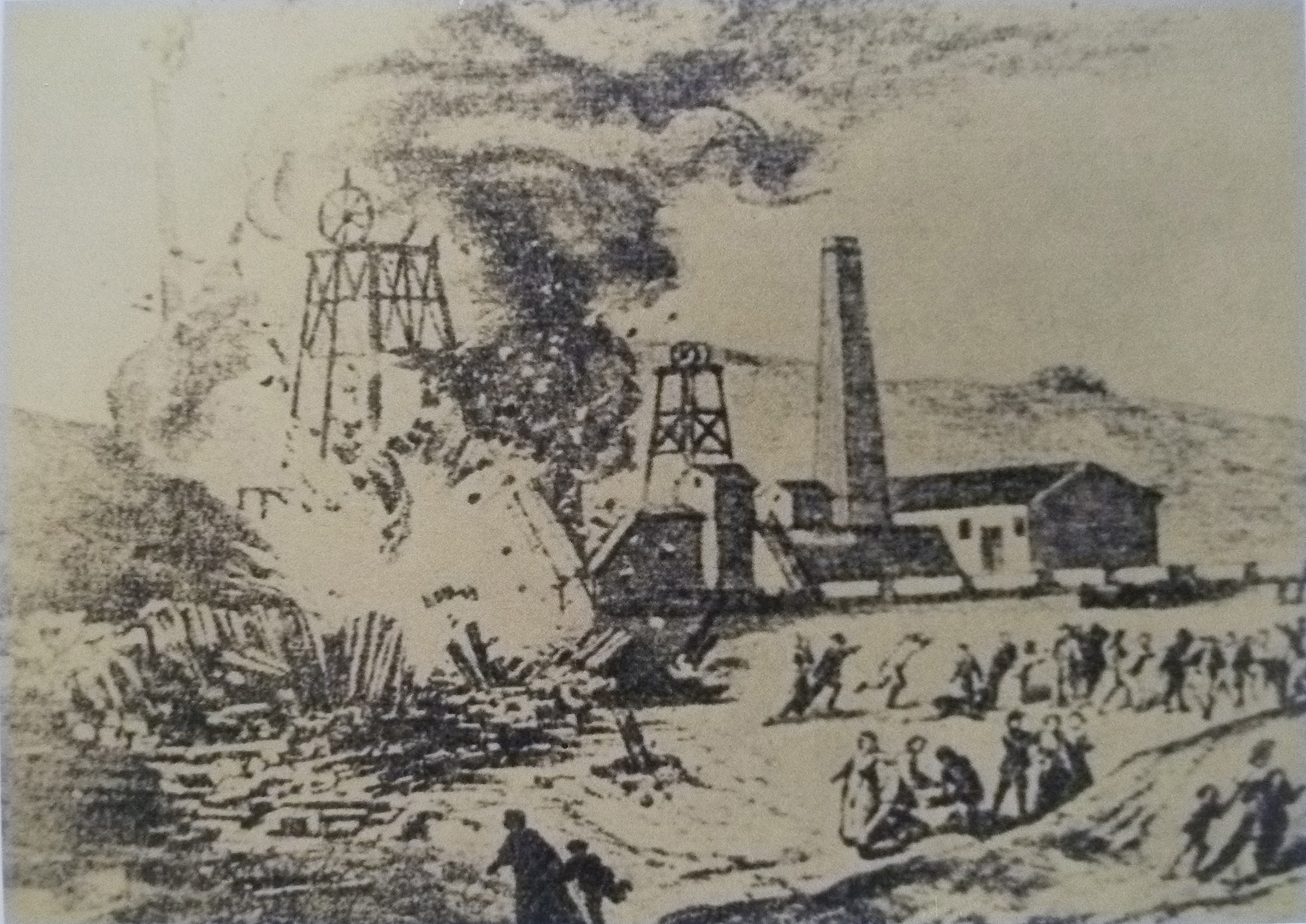
Désastre au Charbonnage de l'Agrappe en 17 avril 1879.

Le puits no 2 (dit l’Agrappe) situé rue A. Defuisseaux est le plus meurtrier du charbonnage. Il est fermé en 1922.
Liste des coups de grisou :
- en 1758 : 8 morts ;
- de 1766 à 1790 : 30 coups de grisou ;
- en 1847 : 7 morts ;
- le 12 janvier 1854 : 15 morts,
- le 29 juillet 1874, étage 180 : 9 morts ;
- le 16 décembre 1875, étage 520 et 560 : 112 morts ;
- le 14 août 1876 : 4 morts ;
- le 17 avril 1879, étage 620 : 121 morts ;
- le 1er septembre 1892 : 28 morts.

" Ce puits, tristement célèbre, a été encore, hier matin même, le théâtre d’une terrible catastrophe. Il était 10 heures quand tout à coup un dégagement spontané de grisou — dénommé « volcan » — se produisit dans le puits n° 2, dit « la Cour du Charbonnage », avec un bruit épouvantable. Dans la mine les traits étaient presque au complet. Les malheureux qui travaillaient au moment de l’explosion se précipitèrent en un sauve-qui-peut indescriptible. Néanmoins, un grand nombre d’entre eux n’avaient pu échapper aux terribles conséquences de l’explosion. On organisa les secours en toute hâte et vers une heure on parvenait déjà à remonter les cadavres ; à une heure dix étaient remontés et une trentaine manquaient encore à l’appel. Les équipes de secours, promptement organisées, ont été arrêtées dans leur besogne par des éboulements continuels. Aussi, n’a-t-on guère espoir de sauver ceux qui restent ! Parmi ces malheureux figure un tout jeune ingénieur récemment entré au service du charbonnage et qui devait se marier sous peu. La population de Frameries est dans la désolation. Aux abords du charbonnage — où les gendarmes font le service d’ordre — des groupes de femmes en pleurs veulent à toute force s’approcher des cadavres que l’on vient de remonter. Elles ont un mari, un frère, un fils peut-être parmi les morts ! Depuis hier midi les autorités — le bourgmestre de Frameries, les ingénieurs — sont sur les lieux.
Frameries le 2 septembre (1892) [...]
C'était comme chaque catastrophe analogue, l'ordinaire et triste spectacle des malheureux en larmes, criant, se lamentant, pleurant les morts déjà remontés à la surface ou les absents dont le sort est encore incertain. Les cadavres sont déposés dans le vestibules du grand bureau. Ils ne sont nullement défiguré. Voici les noms des mort : Nicodème Ancel(52), Désiré Fourneau(15), Désiré Dupont(15), François Denis Fils (16), Emile Troupeau(19), Jules Blondiau(19), Félicien Grammont(46), Alphonse Godefroid(42), Louis Libert(47), Anatole Godart(52), Alexandre Gallez(29), Victoria Toubeau (16) tous de Frameries ; Emile Escurlisse(24), Arthur Cowez(18), Jules Ansseau(30), Albert Léonard(23), Louis Cardinal(38), Florent Huart(37), Désiré Fourneau(39), Philomène Descamps(18), Adeline Desombreux(17), Louisa Sergent(18), Florina Motte(14), de la Bouverie ; Louis Cantineau(38) et du Calin. L'enterrement des victimes aura lieu samedi. [...] On reprendra déjà les travaux demain, tellement la catastrophe à jeté peu de perturbation dans la mine."
Ce puits est de loin le plus meurtrier de tout le bassin borain.